# Yoshkar-Olá
Yoshkar-Olá (Йошка́р-Ола́ en mari: йошкар — rojo/bonito, ола — ciudad)es una ciudad de Rusia, capital de la República de Mari-El y el centro administrativo del Distrito Urbano «Ciudad de Yoshkar-Olá».
Es uno de los centros culturales del pueblo mari.

## Etimología
La ciudad fue fundada en 1584 en la zona del río Málaya Kokshaga y su nombre original era Tsarevokokshays (en ruso Царь — Zar, кокшайск — Ciudad en el río Kokshaga). Durante la Revolución rusa, pasó a denominarse como Krasnokokshaysk (Краснококшайск ruso Красно — Rojo/Guardia Roja, кокшайск — Ciudad en el río Kokshaga), y en 1928, como ´centro administrativo del Óblast Autónomo Mari, recibió el nombre en mari de Йошкар-Ола («Ciudad roja/bonita»: йошкар — «Rojo/Bonito», ола — «Ciudad»).

## Historia
Las excavaciones arqueológicas han permitido datar la presencia humana en las cercanías de la moderna Yoshkar-Olá desde la era mesolítica (12 mil años a. C.).
Hasta mediados del siglo XVI, la región formaba parte del Kanato de Kazán y estaba habitada por tribus mari. En octubre de 1552, Iván el Terrible anexó las tierras del Kanato a su reino y la población local juró lealtad al nuevo soberano, pero rápido estallaron los primeros levantamientos como la Primera Guerra Cheremis, rebeliones que se repitieron de forma periódica y obligaron al zar a establecer ciudades amuralladas para fortalecer su poder.
Tsarevokokshaysk fue fundada en 1584 durante el reinado de Teodoro I. En sus inicios, era una fortificación militar típica, rodeada en cuatro lados por terraplenes de tierra con paredes de madera. Con el tiempo, fue convirtiéndose en un centro artesanal y comercial, aunque que la principal actividad era el cultivo del lúpulo, pero la mayor parte de la población seguía siendo militar.
En el siglo XVIII, aparecieron las primeras industrias en la ciudad y hubo un auge en la construcción de piedra, hasta ese momento la ciudad era completamente de madera.
Desde mediados del siglo XIX, se convirtió en el destino de varios exiliados políticos como muchos de los participantes del Levantamiento de Enero, que fueron exiliados a este lugar.
A principios del siglo XX, seguía siendo una tranquila ciudad de provincias cuya base económica era la agricultura pero con la Revolución, el 17 de febrero de 1919, Tsarevokokshaysk pasó a llamarse Krasnokokshaysk y en 1920, se convirtió en el centro administrativo del Óblast Autónomo de Mari. El 25 de enero de 1928 recibió el nombre mari: Yoshkar-Olá. En diciembre de 1936, el Óblast se transformó en la República Socialista Soviética Autónoma de Mari, y la ciudad fue declarada como su capital.
En 1990, se le concedió el estatus de Ciudad Histórica, un área de conservación protegida por el estado. En 2010, fue retirada de la Lista de Ciudades Históricas.

## Símbolos

### Escudo
El blasón actual fue adoptado el 22 de junio de 2011, representa un alce de plata con cuernos y cascos dorados sobre fondo azul. Está coronado por una corona mural de oro de cinco puntas con ornamentos del pueblo Mari en el aro.

### Bandera
Fue adoptada también el 22 de junio de 2011 y consiste en un paño rectangular de color azul con un alce de plata con cuernos y cascos doradoss.

### Himno
El himno es la «Canción sobre Yoshkar-Olá» del compositor Andrei Eshpai con letra de los poemas de Leonid Derbenyov.

## Características físicas y geográficas

### Situación geográfica
La ciudad se encuentra en una llanura en el centro de la Depresión de Mari-El a 50 km al norte del río Volga, en el límite sur de la taiga, a orillas del río Málaya Kokshaga, que divide la ciudad en dos.
La ciudad se encuentra en el centro de la República de Mari-El a 645 km al este de Moscú (en línea recta). La ciudad está rodeada por el distrito de Medvedevsky.

### Clima
La ciudad disfruta de un clima continental caracterizado por largos inviernos fríos y veranos cálidos. La temperatura media en verano es de +17,2 °C mientras que en otoño, el clima es frío y húmedo con un predominio de fuertes vientos y lluvias, con posibles heladas tempranas y nieve. Es mes de noviembre es el más ventoso y cuando suele comenzar el invierno. La temperatura media en esa estación ronda los -11,7 °C, siendo enero el mes más frío. La primavera suele ser fresca y seca. La precipitación media anual es de 548 mm.
| Parámetros climáticos promedio de Yoshkar-Olá (1991—2020 гг.) | Parámetros climáticos promedio de Yoshkar-Olá (1991—2020 гг.) | Parámetros climáticos promedio de Yoshkar-Olá (1991—2020 гг.) | Parámetros climáticos promedio de Yoshkar-Olá (1991—2020 гг.) | Parámetros climáticos promedio de Yoshkar-Olá (1991—2020 гг.) | Parámetros climáticos promedio de Yoshkar-Olá (1991—2020 гг.) | Parámetros climáticos promedio de Yoshkar-Olá (1991—2020 гг.) | Parámetros climáticos promedio de Yoshkar-Olá (1991—2020 гг.) | Parámetros climáticos promedio de Yoshkar-Olá (1991—2020 гг.) | Parámetros climáticos promedio de Yoshkar-Olá (1991—2020 гг.) | Parámetros climáticos promedio de Yoshkar-Olá (1991—2020 гг.) | Parámetros climáticos promedio de Yoshkar-Olá (1991—2020 гг.) | Parámetros climáticos promedio de Yoshkar-Olá (1991—2020 гг.) | Parámetros climáticos promedio de Yoshkar-Olá (1991—2020 гг.) |
| Mes                                                           | Ene.                                                          | Feb.                                                          | Mar.                                                          | Abr.                                                          | May.                                                          | Jun.                                                          | Jul.                                                          | Ago.                                                          | Sep.                                                          | Oct.                                                          | Nov.                                                          | Dic.                                                          | Anual                                                         |
| ------------------------------------------------------------- | ------------------------------------------------------------- | ------------------------------------------------------------- | ------------------------------------------------------------- | ------------------------------------------------------------- | ------------------------------------------------------------- | ------------------------------------------------------------- | ------------------------------------------------------------- | ------------------------------------------------------------- | ------------------------------------------------------------- | ------------------------------------------------------------- | ------------------------------------------------------------- | ------------------------------------------------------------- | ------------------------------------------------------------- |
| Temp. máx. abs. (°C)                                          | 4.5                                                           | 7.4                                                           | 15.8                                                          | 28.9                                                          | 33.4                                                          | 36.8                                                          | 38.7                                                          | 39.1                                                          | 31.6                                                          | 23.9                                                          | 13.0                                                          | 7.2                                                           | 39.1                                                          |
| Temp. máx. media (°C)                                         | -7.3                                                          | -6.3                                                          | 0.4                                                           | 10.3                                                          | 19.4                                                          | 23.1                                                          | 25.4                                                          | 22.8                                                          | 16.4                                                          | 8.0                                                           | -0.6                                                          | -5.7                                                          | 8.8                                                           |
| Temp. media (°C)                                              | -10.5                                                         | -10.2                                                         | -3.9                                                          | 4.9                                                           | 12.8                                                          | 17.0                                                          | 19.3                                                          | 16.8                                                          | 11.1                                                          | 4.4                                                           | -3.1                                                          | -8.4                                                          | 4.2                                                           |
| Temp. mín. media (°C)                                         | -13.7                                                         | -13.9                                                         | -7.8                                                          | 0.2                                                           | 6.7                                                           | 11.3                                                          | 13.5                                                          | 11.5                                                          | 6.8                                                           | 1.4                                                           | -5.4                                                          | -11.2                                                         | -0                                                            |
| Temp. mín. abs. (°C)                                          | -46.9                                                         | -41.7                                                         | -38.9                                                         | -21.8                                                         | -6.0                                                          | -2.5                                                          | 2.0                                                           | -1.4                                                          | -7.5                                                          | -18.9                                                         | -33.6                                                         | -47.3                                                         | -47.3                                                         |
| Precipitación total (mm)                                      | 40                                                            | 30                                                            | 32                                                            | 32                                                            | 40                                                            | 64                                                            | 76                                                            | 65                                                            | 54                                                            | 57                                                            | 43                                                            | 42                                                            | 575                                                           |
| Días de precipitaciones (≥ 1 mm)                              | 5.7                                                           | 5.2                                                           | 4.1                                                           | 6.7                                                           | 7.3                                                           | 3.4                                                           | 1.7                                                           | 1.7                                                           | 3.3                                                           | 6.9                                                           | 6.5                                                           | 6.8                                                           | 59.4                                                          |
| Humedad relativa (%)                                          | 32                                                            | 25                                                            | 24                                                            | 34                                                            | 40                                                            | 61                                                            | 82                                                            | 60                                                            | 54                                                            | 53                                                            | 46                                                            | 37                                                            | 54.8                                                          |
| Fuente: meteoinfo.ru                                          |                                                               |                                                               |                                                               |                                                               |                                                               |                                                               |                                                               |                                                               |                                                               |                                                               |                                                               |                                                               |                                                               |

### Relieve
La altura de la ciudad sobre el nivel del mar es de aproximadamente 100 metros, el relieve se caracteriza por ser llano, con una pendiente general hacia la llanura de inundación del río Málaya Kokshaga, dentro de la ciudad las diferencias de altura son pequeñas (del orden de 5 metros).

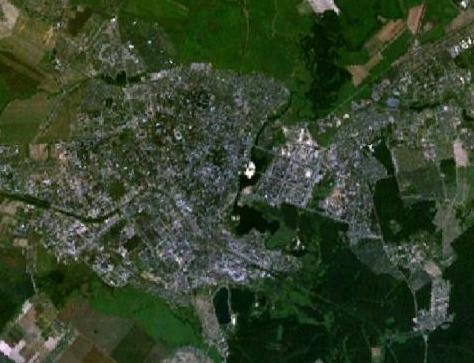
Vista desde el espacio

### Hidrografía

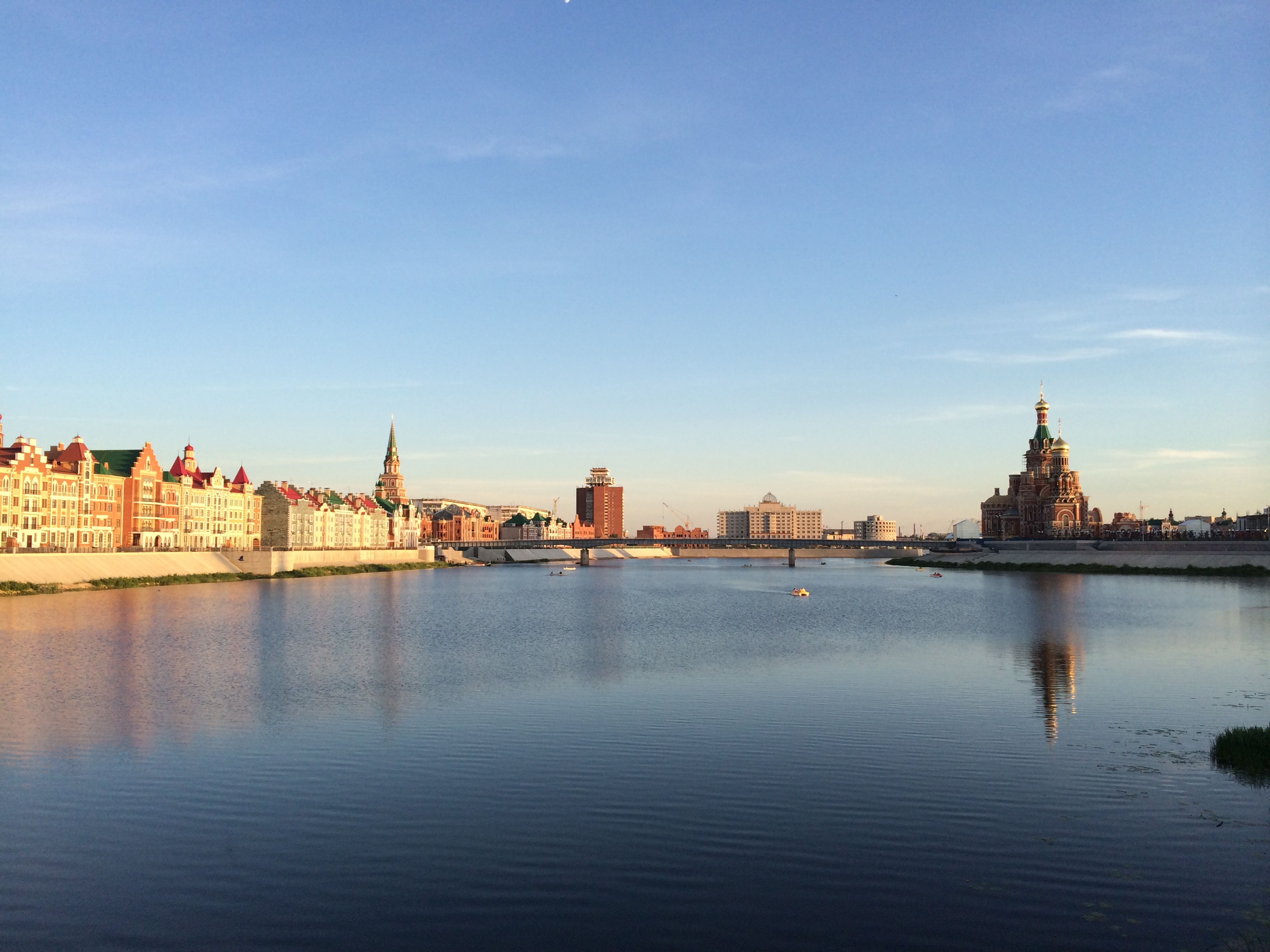
El río Málaya kokshaga a su pado por la ciudad.

El río Málaya Kokshaga fluye a través de la ciudad, regulado por dos represas, no es apto para la navegación. Las riberas están reforzadas con vegetación arbórea y arbustiva frente a las inundaciones. 

### Vegetación
El territorio que comprende la ciudad junto a localidades rurales comprende 101.45 km², 56 km² corresponde a zonas urbanas y el resto, a tierras cultivables, bosques urbanos, pastizales y dachas.
La ciudad, tradicionalmente considerada como una de las ciudades más verdes de Rusia, está rodeada de bosques. Los parques urbanos, plazas y otros espacios verdes ocupan más de 1414.6 hectáreas, de las cuales, 752.5 ha. son bosques urbanos con el estatus de áreas naturales especialmente protegidas, como: el Jardín Botánico de la Universidad Tecnológica Estatal del Volga y un bosque de pinos en el sureste de la ciudad .

### Contaminación
El centro y la parte sur de la ciudad, donde se encuentran las principales empresas de la ciudad y una alta concentración de vehículos, poseen los mayores niveles emisiones de contaminantes, que en 2007 ascendieron a 43.08 mil toneladas.
La pobre calidad del río se debe al vertido de las aguas residuales industriales y comunales, la falta de eficiencia de las plantas de tratamiento existentes y el incumplimiento de las restricciones a las actividades económicas dentro de las zonas de conservación

## Demografía
En el año 2020, la población era de 274 715 habitantes. Hasta 2009 la población de la ciudad disminuyó debido al crecimiento poblacional negativo, que ha sido compensado con la migración.
| Gráfica de evolución demográfica de Yoshkar-Ola entre 1859 y |
|                                                              |

De acuerdo al censo de población de 2010, la ciudad posee más de 96 nacionalidades:
| Nacionalidades | Población (2010) | %       |
| -------------- | ---------------- | ------- |
| Rusos          | 152 447          | 61.28 % |
| Mari           | 58 001           | 23.31 % |
| Tártaros       | 10 202           | 4.10 %  |
| Ucranianos     | 2075             | 0.83 %  |
| Chuvachos      | 1397             | 0.56 %  |
| Azeríes        | 523              | 0.21 %  |
| Armenios       | 513              | 0.21 %  |
| Bielorrusos    | 511              | 0.21 %  |
| Mordvinos      | 311              | 0.13 %  |
| Udmurtos       | 261              | 0,10 %  |
| Demás          | 1933             | 0.78 %  |

## Gobierno local

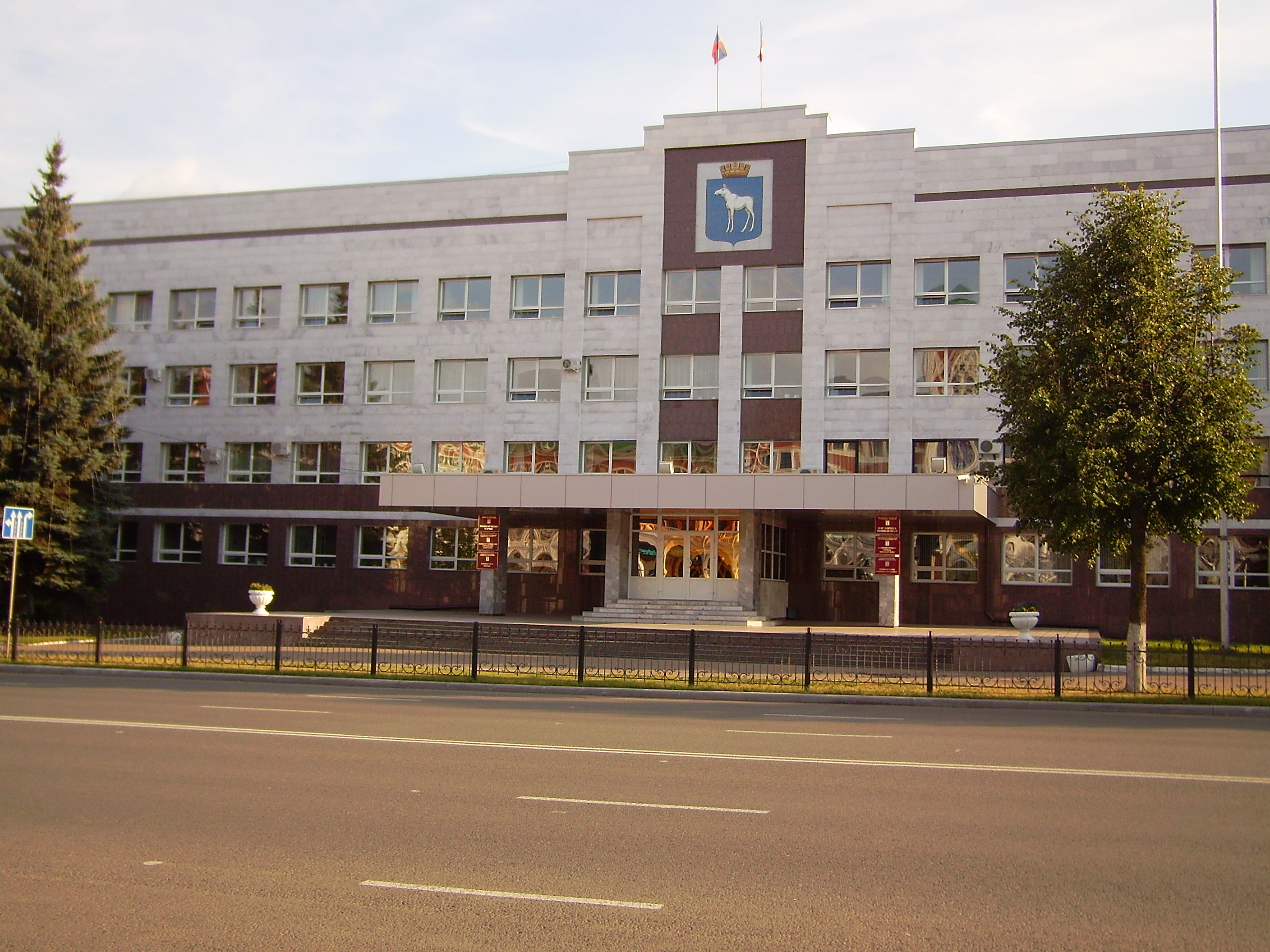
Ayuntamiento de Yoshkar-Olá

La Asamblea Municipal (Asamblea de los Diputados del Distrito), que es el órgano que representanta los intereses de la población y toma en su nombre las decisiones. Está compuesta por 35 diputados elegidos en las elecciones municipales, cuyos mandatos duran 5 años.
El Alto Funcionario-Jefe del Distrito es el presidente de la Asamblea Municipal, elegido en la primera sesión de la misma. Desde 2014, el Jefe del Distrito es Alexander Nikolayevich Printsev y desde 2015, el alcalde (jefe de la Administración Local) es Evgeny Vasilyevich Maslov.

## Salud Pública
Desde 2006 la estructura municipal de salud está formada por 12 instituciones: el hospital municipal, el hospital infantil de la ciudad (que también incluye todas las clínicas infantiles de la ciudad), el centro perinatal, el ambulatorio médico, cuatro centros policlínicos, dos centros policlínicos dentales, una estación de ambulancias, dos puestos de paramédicos y obstétricos y un dispensario de oncología. 
En la ciudad también se encuentran una estación de transfusión de sangre, centros de asistencia socio-psicológica a la población, un punto de trauma, dispensarios, instituciones sanitarias y preventivas (FBUZ «Centro de higiene y epidemiología en la República de Mari-El»).

## Transporte
A través de Yoshkar-Olá pasa la carretera federal P-176 «Vyatka», conectando Cheboksari, Kírov y Siktivkar. La ubicación geográfica de la ciudad presenta la desventaja de encontrarse lejos de las principales carreteras federales, estas discurren a lo largo de la periferia de Rusia.

Carretera P-176 «Vyatka» (rojo) en la red de carreteras federales rusas

La ciudad cuenta con más de 300 calles cuya configuración actual de las calles data de 1985 con 181.7 km de aceras, 13 puentes y 315 paradas de transporte público. 

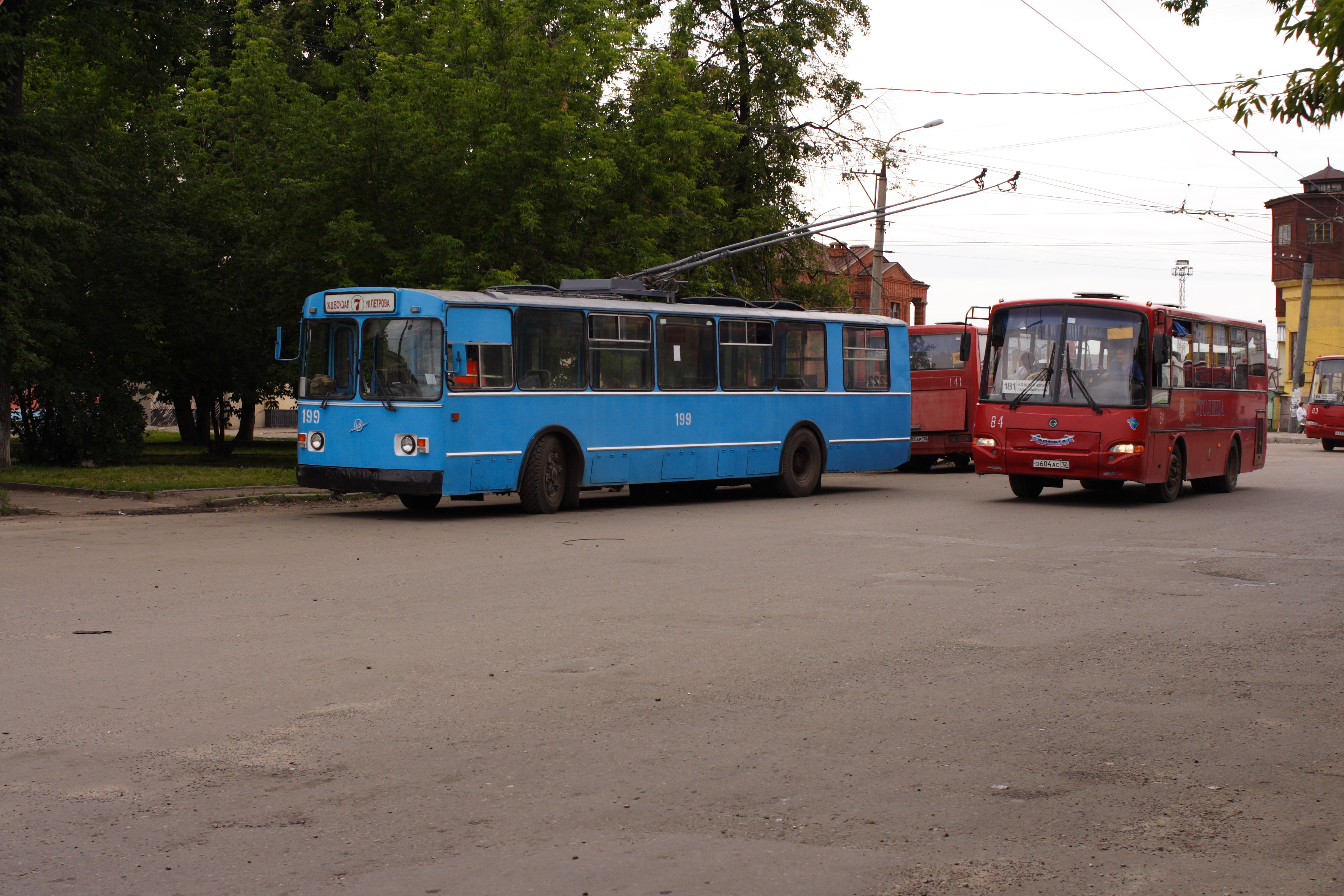
Trolebús y autobús

Las características de la red de transporte de la ciudad condujeron al predominio del transporte por carretera en detrimento del ferrocarril, por lo que solo existe una ramificación de la línea Zelenodolsk-Yaransk sin salida, construida en 1927, de vía única y sin electrificación. 
El transporte público está representado por taxis, trolebuses y autobuses. En cuanto a estos últimos, aparte de los urbanos, existen también de cercanías e interurbanos, que desde la estación de autobuses, situada junto a la estación de tren, enlazan todos los centros regionales de Mari-El y otras ciudades de Rusia.
En las cercanías, se encuentra el aeropuerto de Yoshkar-Olá.

## Educación
El sistema de educación municipal cuenta con 88 instituciones educativas (30 escuelas de educación general, 52 instituciones de educación preescolar, 6 instituciones de educación complementaria). La ciudad tiene 2 universidades públicas, universidades privadas, así como instituciones educativas especiales secundarias.

### Educación superior
- Universidad Estatal de Tecnología del Volga: el germen fue el Instituto Forestal de Kazán, que en 1932 fue transferido a Yoshkar-Olá y se renombró «Instituto forestal de la Región del Volga».[24] Tiene 10 facultades con 7500 estudiantes presenciales y 5000 estudiantes a distancia, más de 3000 que estudian en programas de educación profesional secundaria, más de 150 estudiantes graduados y 10 estudiantes de doctorado.[24]
- Universidad Estatal de Mari-El: inaugurada en 1972, cuenta con 17 facultades[25] y 60 especialidades.[26]
- Instituto Social Abierto Interregional (MOSI): la tercera universidad de la ciudad. Su apertura fue en el año 2003, posee 6 facultades con 20 especialidades, cursos de pregrado, maestría y programas de MBA.

También hay alrededor de 10 sucursales y representaciones de universidades comerciales no estatales.

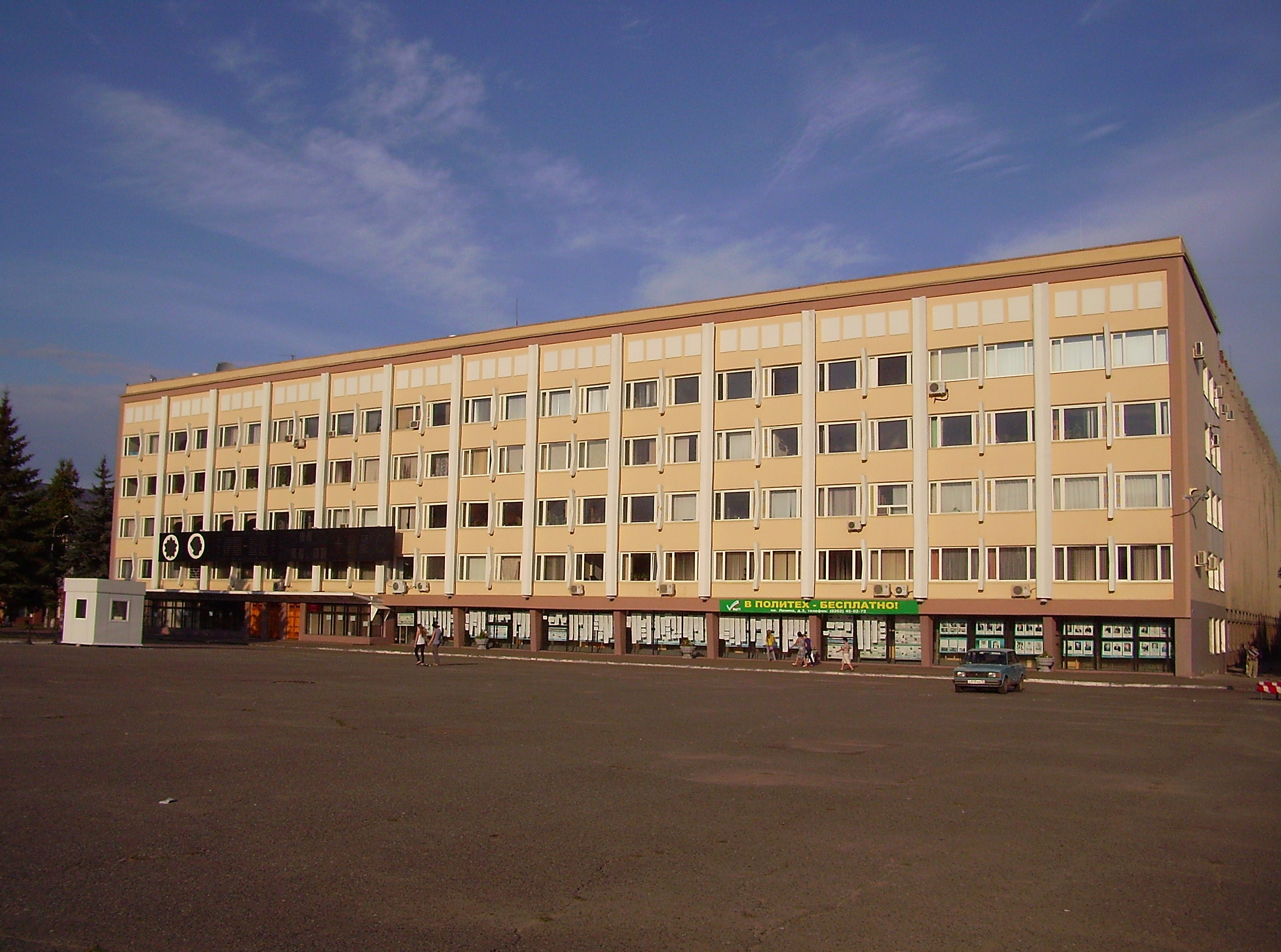
Edificio principal de la Universidad Tecnológica Estatal del Volga
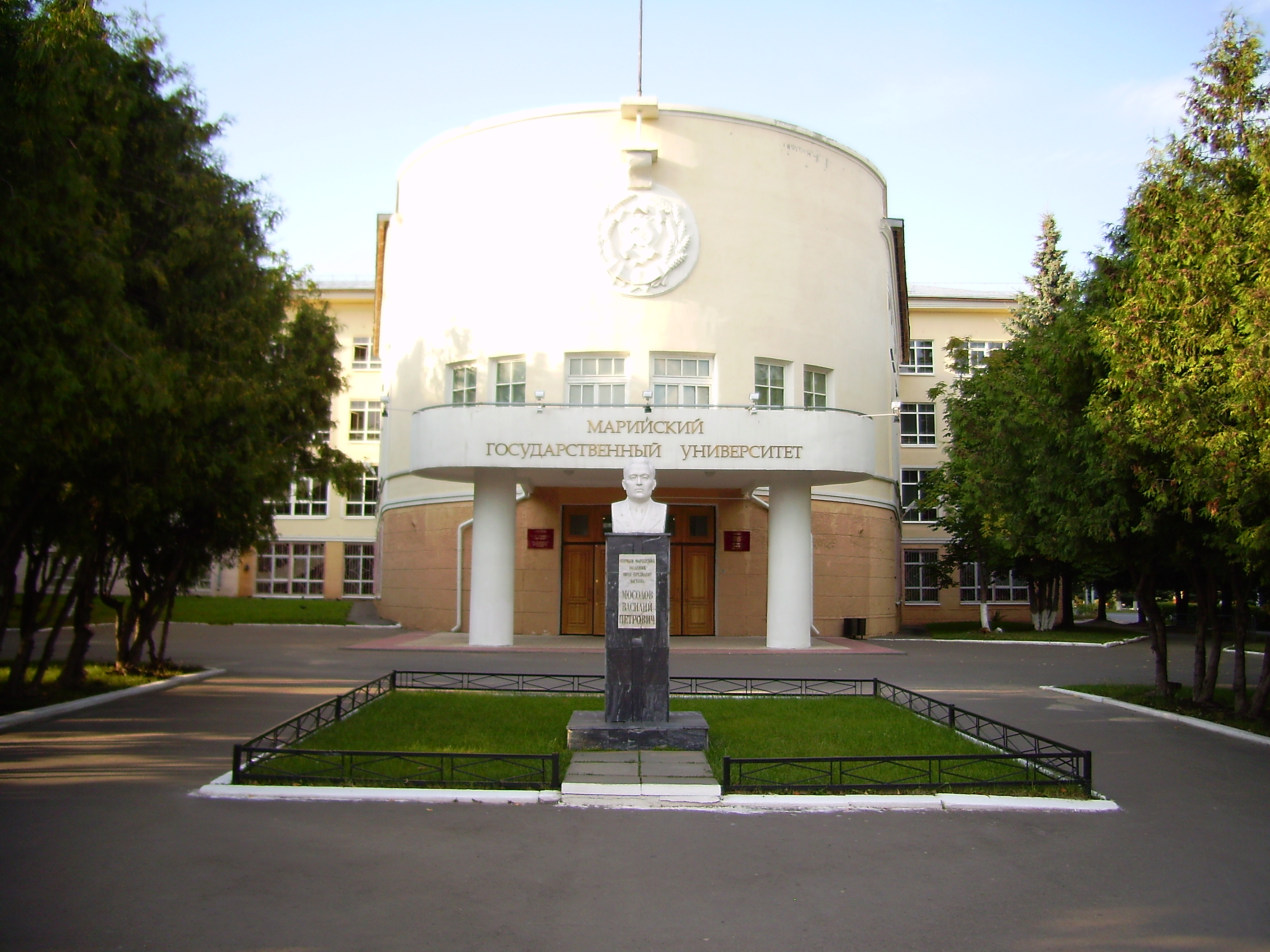
Edificio principal de la Universidad Estatal de Mari-E

## Deporte
La ciudad cuenta con el Estadio «Amistad» y un equipo local el Spartak Yoshkar-Olá. Además de dos pistas de hielo para hockey y patinaje artístico, un centro de deportes acuáticos y canchas una tenis.

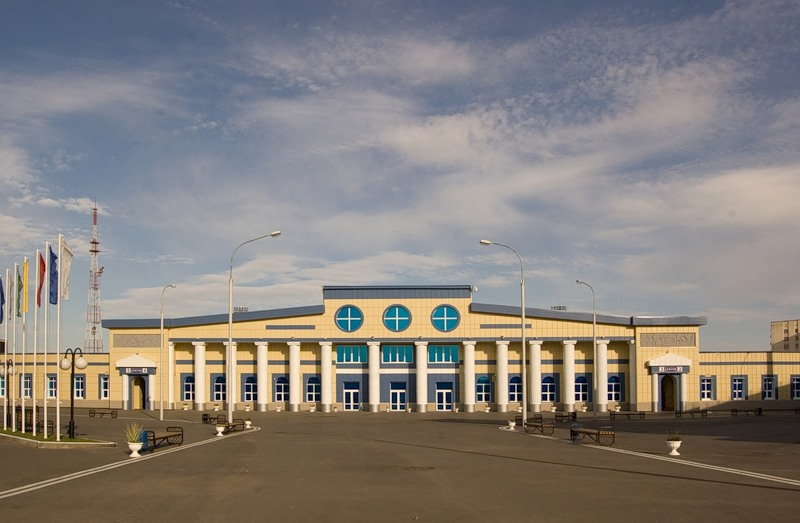
Estadio «Amistad»
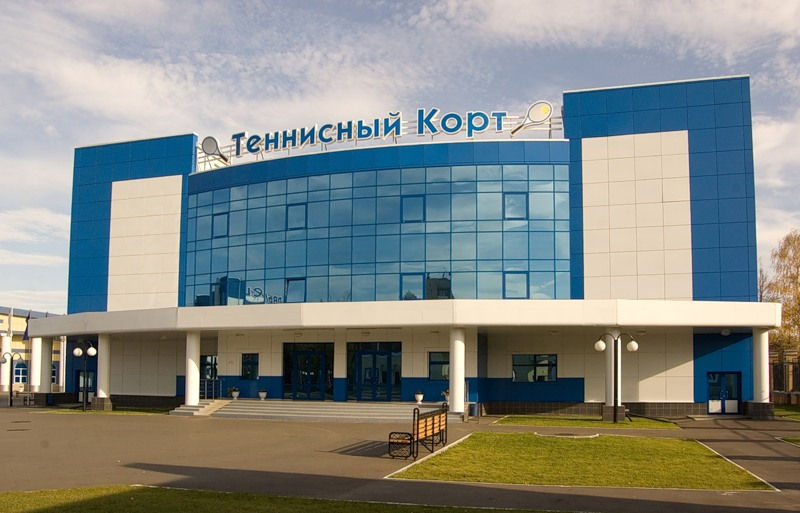
Canchas de tenis

## Astronomía
El asteroide (2910) Yoshkar-Ola fue descubierto por el astrónomo Nikolái Chernyj en el Observatorio Astrofísico de Crimea el 11 de octubre de 1980.

## Religión

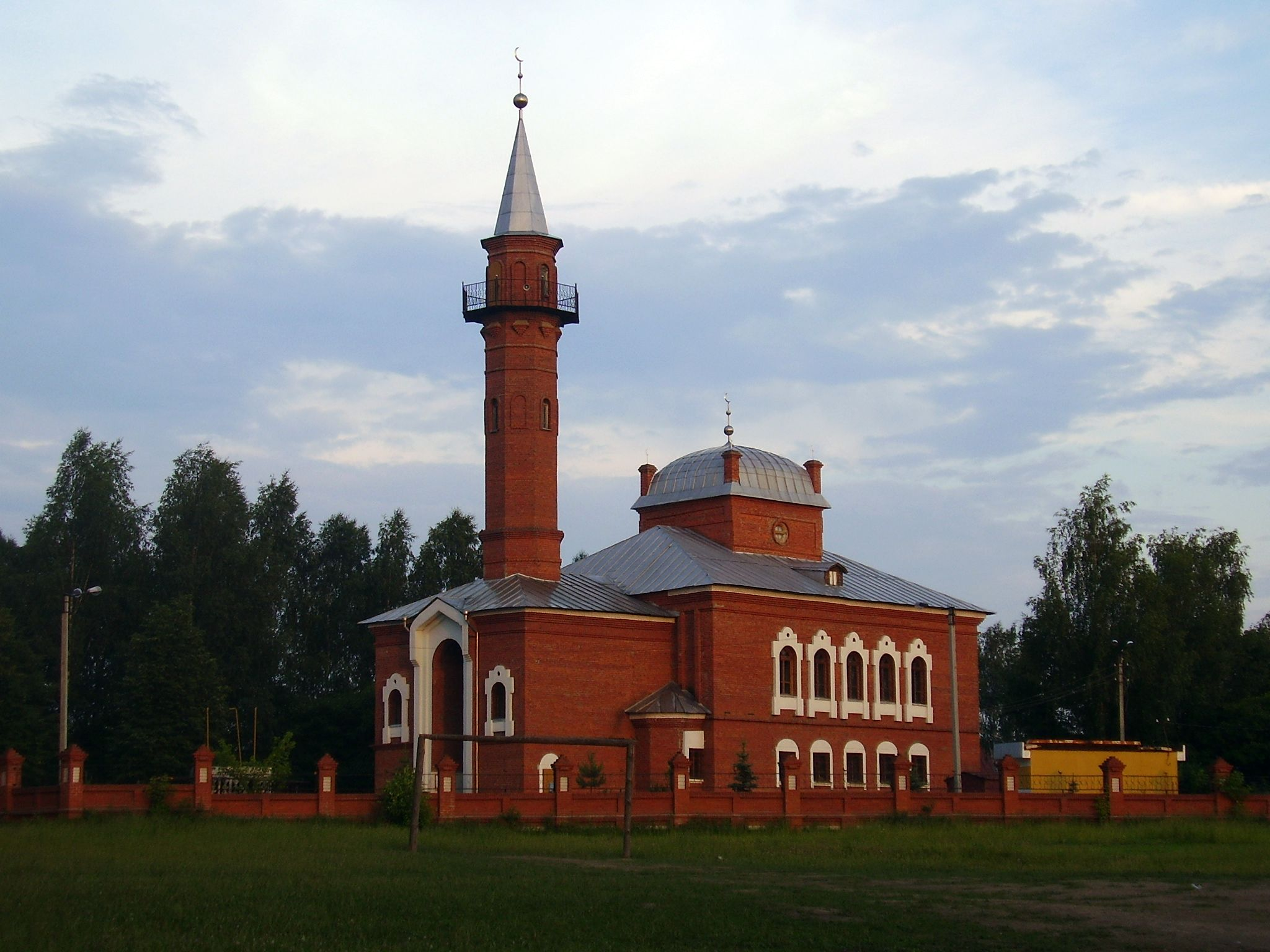
Mezquita

El 25 de julio de 1993, por decreto del Patriarca de Moscú, se estableció la Diócesis de Yoshkar-Olá y Mari.
El 16 de marzo de 1999, por decreto del gran muftí de Rusia se creó la Dirección Espiritual Regional de los musulmanes de la República de Mar-El. En agosto de ese año, se inauguró la mezquita de la ciudad.
También hay seguidores de la religión tradicional de los mari, creencias basadas en el respeto y la honra de las fuerzas de la naturaleza y adeptos de la Iglesia Evangélica Luterana de Ingria.

### Iglesias y monasterios ortodoxos
Catedral de la Ascensión del Señor
Construida en 1756 durante el reinado de la zarina Isabel, era un monumento típico de la arquitectura rusa del siglo XVIII. De plano octogonal, con dos niveles cubiertos con una cúpula esférica. En 1937, se decretó su cierre y tras décadas de abandono, el edificio se derrumbó. Posteriormente, albergó una cervecería hasta que en 1992, el edificio fue transferido a la Iglesia, que comenzó su reconstrucción y que aún continúa

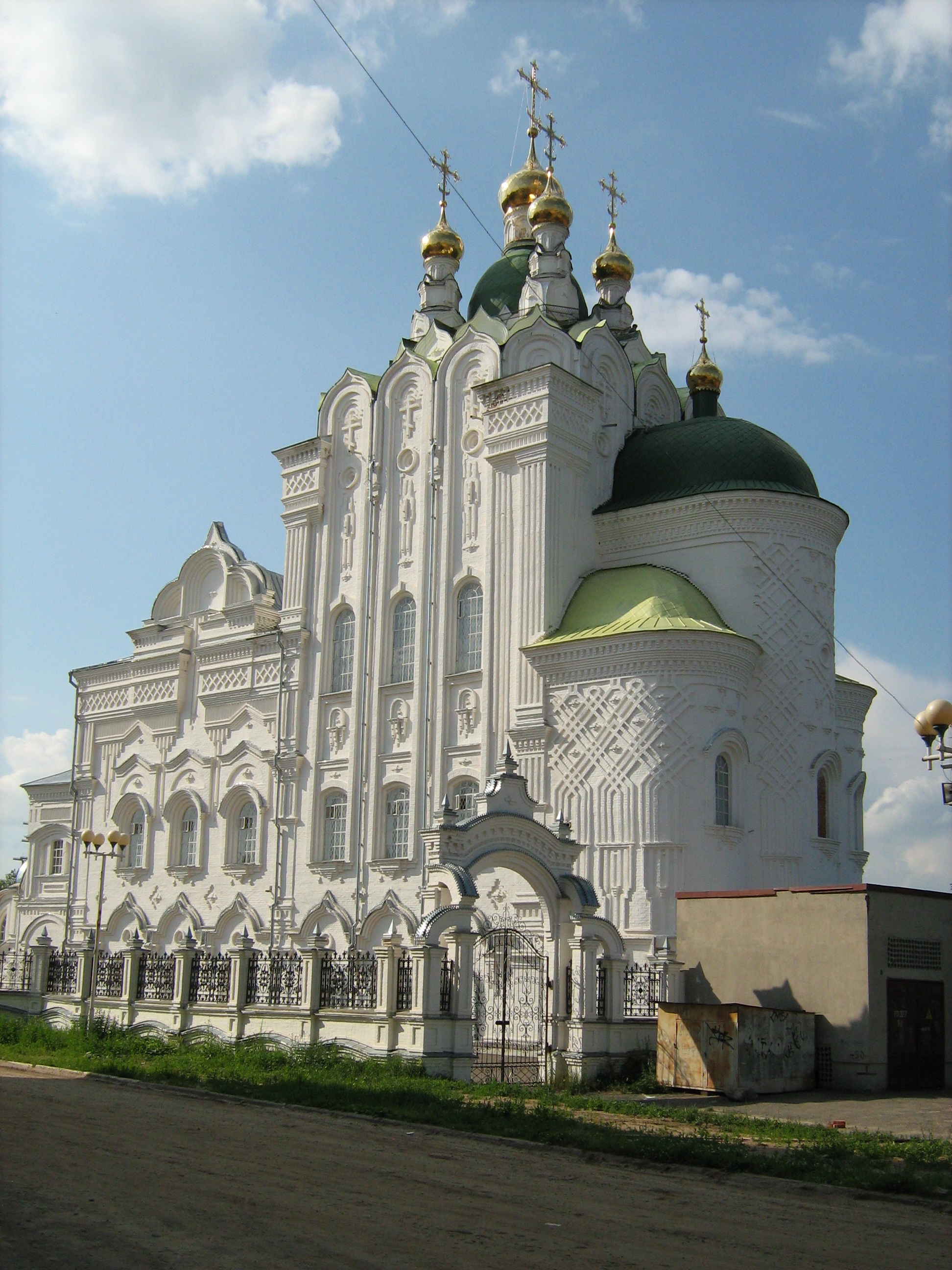
Iglesia de la Santísima Trinidad
Fue el primer templo de piedra de la ciudad, construido en 1736 durante el reinado de la zarina Ana. Posee dos niveles, en el superior se encontraba el templo principal, y en el inferior, un templo dedicado a San Nicolás de Bari. Para el primer cuarto del siglo XX, el templo estaba vacío y en ruinas. En la década de 1930, se instaló un taller de automóviles en la planta baja. En 1995, finalizó la restauración del templo.
Templo de la Asunción de la Santísima Virgen
En 2006, fue consagrado para conmemorar el 60 aniversario de la victoria rusa en la Segunda Guerra Mundial. Recibió el nombre en honor de la Catedral de la Dormición de Moscú.

## Relaciones internacionales

### Hermanamiento de ciudades
A partir de 2017, Yoshkar-Olá tiene 3 acuerdos de hermanamiento:
- Szombathely (Hungría), desde el 19 de mayo de 1971.[35]
- Bourges (Francia), «Carta de hermanamiento»  desde 1990; «Acuerdo de cooperación», desde el 22 de octubre de 2005.[36]
- Princeton (Estados Unidos), «Acuerdo de amistad y cooperación», desde el 5 de marzo de 2003.[37]

### Ciudades asociadas
A partir de 2017, Yoshkar-Olá tiene acuerdos y acuerdos de cooperación relevantes con 4 ciudades rusas asociadas:
- Astracán, «Acuerdo de cooperación socioeconómica entre los jefes de gobierno autónomo de las ciudades de Astracán y Yoshkar-Olá», desde agosto de 2001.[38]
- Kazán, «Tratado de asociación y cooperación» , desde 2002.[39]
- Cheboksari, «Acuerdo de cooperación socioeconómica entre la administración de la ciudad de Yoshkar-Olá y la administración de la ciudad de Cheboksari», desde el 15 de agosto de 2003.[40]
- Simferópol, «Acuerdo de cooperación entre el municipio distrito de Simferópol de la República de Crimea y Yoshkar-Olá de la República de Mari-El», desde 2 de octubre de 2017.[41]

### Membresía en organizaciones
- Asociación de Ciudades de la Región del Volga, desde febrero de 2000.[42]
- Unión de Ciudades Rusas.[43]
- Asamblea Internacional de Capitales y Grandes Ciudades, desde noviembre de 2002.[44]
- Oficina regional euroasiática de la Organización y Gobiernos Locales Unidos, desde el 2 de abril de 2004.[45]